# Діно Фйоріні
Діно Фйоріні (італ. Dino Fiorini, 15 липня 1915, Сан-Джорджо-ді-П'яно — 16 вересня 1944, Монтеренціо) — італійський футболіст, що грав на позиції захисника.
Виступав за клуб «Болонья», а також другу збірну Італії.
Чотириразовий чемпіон Італії. Володар Кубка Мітропи.

## Клубна кар'єра
Народився 15 липня 1915 року в місті Сан-Джорджо-ді-П'яно. Вихованець футбольної школи клубу «Болонья». Дебютував у першій команді 11 червня 1933 року в грі проти «Про Партії» (3:3) у віці сімнадцяти років. Перший час був дублером Еральдо Мондзельйо, поки той не залишив клуб у 1935 році. У 1934 році став з командою переможцем Кубка Мітропи, зігравши у трьох матчах турніру, в одному з який відзначився забитим голом. Чотири рази виборював титул чемпіона Італії. Став переможцем представницького виставкового турніру у Парижі 1937 року.

## Виступи за збірну
1936 року захищав кольори другої збірної Італії. У складі цієї команди провів 3 матчі.
В 1943 році приєднався до Італійська соціальної республіки. Будучи солдатом республіканської національної гвардії, загинув у бою з партизанами 16 вересня 1944 року на 30-му році в Монтеренціо. Його тіла так і не знайшли.

## Титули і досягнення
- Чемпіон Італії (4):

«Болонья»: 1935-1936, 1936-1937, 1938-1939, 1940-1941
- Володар Кубка Мітропи (1):

«Болонья»:  1934
- Переможець міжнародного турніру до всесвітньої виставки у Парижі:

«Болонья»: 1937

### Статистика виступів у кубку Мітропи
| №                      | Розіграш               | Стадія                 | Дата та місце проведення | Команда 1              | Рахунок                                              | Команда 2        | Голи та інші дії |
| ---------------------- | ---------------------- | ---------------------- | ------------------------ | ---------------------- | ---------------------------------------------------- | ---------------- | ---------------- |
| 1                      | 1934                   | 1/4                    | 1.07.1934, Болонья       | Болонья                | 6:1 [Архівовано 25 лютого 2021 у Wayback Machine.]   | Рапід (Відень)   | 57'              |
| 2                      | 1934                   | 1/4                    | 8.07.1934, Відень        | Рапід (Відень)         | 4:1 [Архівовано 25 лютого 2021 у Wayback Machine.]   | Болонья          |                  |
| 3                      | 1934                   | 1/2                    | 15.07.1934, Будапешт     | Ференцварош            | 1:1 [Архівовано 5 травня 2021 у Wayback Machine.]    | Болонья          |                  |
| 4                      | 1936                   | 1/8                    | 21.06.1936, Болонья      | Болонья                | 2:1 [Архівовано 5 листопада 2020 у Wayback Machine.] | Аустрія (Відень) |                  |
| 5                      | 1936                   | 1/8                    | 28.06.1936, Відень       | Аустрія (Відень)       | 4:0 [Архівовано 25 лютого 2021 у Wayback Machine.]   | Болонья          |                  |
| 6                      | 1937                   | 1/8                    | 13.06.1937, Болонья      | Болонья                | 1:2 [Архівовано 25 лютого 2021 у Wayback Machine.]   | Аустрія (Відень) |                  |
| 7                      | 1937                   | 1/8                    | 25.06.1937, Відень       | Аустрія (Відень)       | 5:1 [Архівовано 5 листопада 2020 у Wayback Machine.] | Болонья          |                  |
| 8                      | 1939                   | 1/4                    | 25.06.1939, Болонья      | Болонья                | 5:0                                                  | Венус (Бухарест) |                  |
| Всього в кубку Мітропи | Всього в кубку Мітропи | Всього в кубку Мітропи | Всього в кубку Мітропи   | Всього в кубку Мітропи | 8                                                    |                  | 1                |